# Robert S. P. Beekes
Robert Stephen Paul Beekes (Haarlem, 2 settembre 1937 – Oegstgeest, 21 settembre 2017) è stato un linguista olandese.
Una delle sue opere più famose è: Comparative Indo-European Linguistics: an Introduction (1995; mai pubblicato in italiano ma tradotto: «Linguistica comparativa indo-europea: un'introduzione»), traduzione inglese di Vergelijkende taalwetenschap: een inleiding in de vergelijkende Indo-europese taalwetenschap (1990) che tratta l'area di ricerca nella ricostruzione linguistica ma anche la ricostruzione culturale e metodi linguistici di comparazione in generale.
Beekes è anche coautore, con L. Bouke van der Meer, di De Etrusken spreken (1991) («Parlano gli etruschi»). Invoca la teoria dell'Asia Minore per spiegare l'origine degli Etruschi. Nel 1993, fu eletto membro dell'Accademia reale delle arti e delle scienze dei Paesi Bassi.
Ha lavorato sulla lingua pre-greca (non indoeuropea) che fu parlata in Grecia prima dei greci, intorno al 2000 A.C..
Dal momento che questo linguaggio non è stato scritto, Beekes ha reperito le sue informazioni da alcune parole in greco classico che mostrano chiaramente una struttura e uno sviluppo non-greco.

## Pubblicazioni (selezione)

### Monografie
- The Development of the Proto-Indo-European Laryngeals in Greek, L'Aia–Parigi, Mouton, 1969.
- The Origins of the Indo-European Nominal Inflection, Innsbruck, IBS, 1985.
- A Grammar of Gatha-Avestan, Leida, Brill, 1988.
- Vergelijkende taalwetenschap. Een inleiding in de vergelijkende Indo-europese taalwetenschap, Amsterdam, Het Spectrum, 1990.
  - Traduzione inglese: Comparative Indo-European Linguistics. An Introduction, trad. da UvA Vertalers e Paul Gabriner, Amsterdam, Benjamins, 1995; 2ª ediz. riveduta et corretta da Michiel de Vaan, 2011.
- scritto insieme a Lammert Bouke van der Meer, De Etrusken spreken, Muiderberg, Coutinho, 1991.
- The Origin of the Etruscans, Amsterdam, Koninklijke Nederlandse Akademie van Wetenschappen, 2003.
- Etymological Dictionary of Greek, 2 vol., Leida, Brill, 2009.
- Pre-Greek. Phonology, Morphology, Lexicon, Leida, Brill, 2014.

### Opera di curatore
- Rekonstruktion und relative Chronologie. Akten der VIII. Fachtagung der Indogermanischen Gesellschaft, Leiden, 31. August - 4. September 1987, a cura di Robert S. P. Beekes, Innsbruck, 1992.

### Articoli in riviste e opere curate
- Mṓnukhes híppoi, in «Orbis» 1971, 20, pp. 138–142.
- H2O, in «Die Sprache», 1972, 18, pp. 11–31.
- The nominative of the hysterodynamic noun-inflection, in «Zeitschrift für vergleichende Sprachforschung», 1972, 86, pp. 30–63.
- The proterodynamic perfect, in «Zeitschrift für vergleichende Sprachforschung», 1973, 87, pp. 86–98.
- «Two notes on PIE stems in dentals», in Historische Grammatik des Griechischen. Laut- und Formenlehre, a cura di Helmut Rix, Darmstadt, Wissenschaftliche Buchgesellschaft, 1975, pp. 9–14.
- «Intervocalic laryngeal in Gatha-Avestan», in Bono Homini Donum. Essays in Historical Linguistics, in Memory of J. Alexander Kerns, a cura di Yoël L. Arbeitman e Allan R. Bomhard, Amsterdam, John Benjamins, 1981, pp. 47–64.
- The disyllabic reduplication of the Sanskrit intensives, in «Münchener Studien zur Sprachwissenschaft», 1981, 40, pp. 19–25.
- The subjunctive endings of Indo-Iranian, in «Indo-Iranian Journal», 1981, 23, pp. 21–27.
- «GAv. må, the PIE word for ‘moon, month’, and the perfect participle», Journal of Indo-European Studies, 1982, 10, pp. 53–64.
- On laryngeals and pronouns, in «Zeitschrift für vergleichende Sprachforschung», 1983, 96, pp. 200–232.
- PIE ‘sun’, in «Münchener Studien zur Sprachwissenschaft», 1984, 43, pp. 5–8.
- On Indo-European ‘wine’, in «Münchener Studien zur Sprachwissenschaft», 1987, 80, pp. 21–26.
- «The origin of the PIE pronominal inflection», in A Festschrift in honour of E.C. Polomé, a cura di M.A. Jazayery e W. Winter, New York, de Gruyter, 1987, pp. 73–88.
- The word for ‘four’ in PIE, in «Journal of Indo-European Studies», 1987, 15, pp. 215–219.
- «Laryngeal developments: A survey», in Die Laryngaltheorie und die Rekonstruktion des indogermanischen Laut- und Formensystems, a cura di Alfred Bammesberger, Heidelberg, Carl Winter, 1988, pp. 59–105.
- PIE RHC- in Greek and other languages, in «Indogermanische Forschungen», 1988, 93, pp. 22–45.
- The genitive singular of the pronoun in Germanic and Indo-European, in «Beiträge zur Geschichte der deutschen Sprache und Literatur», 1988, 110, pp. 1–5.
- «The nature of the PIE laryngeals», in The New Sound of Indo-European: Essays in Phonological Reconstruction, a cura di Theo Vennemann, Berlino e New York, de Gruyter, 1989, pp. 23–33.
- «Bloem en blad», in 100 jaar etymologisch woordenboek van het Nederlands, a cura di A. Moerdijk et al., L'Aia, 1990, pp. 375–382.
- De verwantschap van het Etruskisch, in «Lampas», 1990, 23, pp. 5–18.
- The genitive in *-osio , in «Folia linguistica historica», 1990, 11, pp. 21–26.
- «The historical grammar of Greek», in Linguistic Change and Reconstruction Methodology, a cura di P. Baldi, Berlino e New York, de Gruyter, 1990, pp. 305–329.
- «Wackernagel's explanation of the lengthened grade», in Sprachwissenschaft und Philologie. Jacob Wackernagel und die Indogermanistik heute: Kolloquium der Indogermanischen Gesellschaft vom 13. bis 15. Oktober 1988 in Basel, a cura di H. Eichner e Helmut Rix, Wiesbaden, Dr. Ludwig Reichert Verlag, 1990, pp. 33–53.
- «Who were the laryngeals?», in In honorem Holger Pedersen: Kolloquium der indogermanischen Gesellschaft vom 25. bis 28. März 1993 in Kopenhagen, a cura di J. Rasmussen, Wiesbaden, Dr. Ludwig Reichert Verlag, 1994, pp. 449–454.
- «Hades and Elysion», in Mír Curad. Studies in honor of Calvert Watkins, a cura di Jay Jasanoff, Innsbruck, 1998, pp. 17–28.
- «European substratum words in Greek», in 125 Jahre Indogermanistik in Graz, a cura di Michaela Ofitsch e Christian Zinko, Graz, 2000, pp. 21–31.
- «Indo-European or substrate? φάτνη and κῆρυξ», in Languages in Prehistoric Europe, a cura di Alfred Bammesberger e Theo Vennemann, Heidelberg, 2003, pp. 109–116.
- «Armenian gišer and the Indo-European word for ‘evening’», in Per aspera ad asteriscos: Studia Indogermanica in honorem Iens Elmegård Rasmussen sexagenarii. Idibus Martiis anno MMIV, a cura di Adam Hyllested et al., Innsbruck, 2004, pp. 59–61.
- «Palatalized consonants in Pre-Greek», in Evidence and counter-evidence: essays in honour of Frederik Kortlandt, a cura di Alexander Lubotsky et al., Amsterdam, 2008, pp. 45–56.
- Direttore con Alexander Lubotsky della collana Indo-European Etymological Dictionary